# Асоціація Водневої Енергетики в Україні
Асоціація Водневої Енергетики в Україні (АВЕУ) (англ. Association for Hydrogen Energy in Ukraine, AHEU) (рос. Ассоциация Водородной Энергетики в Украине, АВЭУ)  — неприбуткова, неурядова та незалежна організація, розміщена в Києві та представлена в регіонах. АВЕУ заснована 2004 року та підтримується міжнародним об'єднанням International Association for Hydrogen Energy. Асоціація Водневої Енергетики в Україні займається науковою діяльністю та об'єднує вчених і виробників із різних галузей народного господарства.